# Asahi Masuyama
Asahi Masuyama (jap. 増山 朝陽 Masuyama Asahi; ur. 29 stycznia 1997) – japoński piłkarz występujący na pozycji pomocnika. Obecnie występuje w Yokohama FC.

## Kariera klubowa
Od 2015 roku występował w klubach Vissel Kobe i Yokohama FC.